# IDO2
IDO2 (англ. Indoleamine 2,3-dioxygenase 2) – білок, який кодується однойменним геном, розташованим у людей на 8-й хромосомі. Довжина поліпептидного ланцюга білка становить 420 амінокислот, а молекулярна маса — 47 075.
| 10         |  | 20         |  | 30         |  | 40         |  | 50         |
| ---------- |  | ---------- |  | ---------- |  | ---------- |  | ---------- |
| MLHFHYYDTS |  | NKIMEPHRPN |  | VKTAVPLSLE |  | SYHISEEYGF |  | LLPDSLKELP |
| DHYRPWMEIA |  | NKLPQLIDAH |  | QLQAHVDKMP |  | LLSCQFLKGH |  | REQRLAHLVL |
| SFLTMGYVWQ |  | EGEAQPAEVL |  | PRNLALPFVE |  | VSRNLGLPPI |  | LVHSDLVLTN |
| WTKKDPDGFL |  | EIGNLETIIS |  | FPGGESLHGF |  | ILVTALVEKE |  | AVPGIKALVQ |
| ATNAILQPNQ |  | EALLQALQRL |  | RLSIQDITKT |  | LGQMHDYVDP |  | DIFYAGIRIF |
| LSGWKDNPAM |  | PAGLMYEGVS |  | QEPLKYSGGS |  | AAQSTVLHAF |  | DEFLGIRHSK |
| ESGDFLYRMR |  | DYMPPSHKAF |  | IEDIHSAPSL |  | RDYILSSGQD |  | HLLTAYNQCV |
| QALAELRSYH |  | ITMVTKYLIT |  | AAAKAKHGKP |  | NHLPGPPQAL |  | KDRGTGGTAV |
| MSFLKSVRDK |  | TLESILHPRG |  |            |  |            |  |            |

A: Аланін

C: Цистеїн

D: Аспарагінова кислота

E: Глутамінова кислота

F: Фенілаланін

G: Гліцин

H: Гістидин

I: Ізолейцин

K: Лізин

L: Лейцин

M: Метіонін

N: Аспарагін

P: Пролін

Q: Глутамін

R: Аргінін

S: Серин

T: Треонін

V: Валін

W: Триптофан

Кодований геном білок за функцією належить до оксидоредуктаз. 
Задіяний у таких біологічних процесах, як імунітет, альтернативний сплайсинг. 
Білок має сайт для зв'язування з іонами металів, іоном заліза, гемом.